# جيمس نيبليت
جيمس نيبليت
جيمس نيبليت
جيمس مونتاج نيبليت (13 نوفمبر 1901م - 28 مارس 1959م) كان لاعب كريكيت لعب مباراة تجريبية واحدة مع جزر الهند الغربية في عام 1935م.
ولد نيبليت في تايلور لاند ، سانت مايكل في بربادوس ، وكان ضاربًا من الدرجة المتوسطة و لاعب بولينج في الساق قضى حياته المهنية المحلية في اللعب مع غيانا البريطانية خلال عشرينيات وثلاثينيات القرن الماضي. لعبت أول ثلاث مباريات له من الدرجة الأولى ضد فريق MCC المتجول في بوردا ، جورج تاون في فبراير 1926م. لقد كان أداؤه جيدًا إلى حد ما ، لأنه بينما لم يفعل شيئًا مع الخفافيش ، فقد أخذ ثلاثة ويكيت في كل مباراة ليصبح المجموع 216 جولة.
قام Neblett بجولة في إنجلترا مع جزر الهند الغربية في عام 1928م تحت قيادة RK Nunes ، وهي أول جولة رسمية من غرب الهند في إنجلترا ، لكنه لعب في ثماني مباريات فقط من الدرجة الأولى ، ولم يكن أي منها في سلسلة الاختبار المكونة من ثلاث مباريات. ضد نادي جامعة كامبريدج للكريكيت في مباراة لعبت في فينر ، تجاوز أعلى درجة له السابقة البالغة 59 عندما سجل 61 في أول أدوار جزر الهند الغربية. لكن في أي مناسبة أخرى في حياته المهنية ، تجاوز الخمسين جولة في الأدوار.
بعد استراحة لمدة خمس سنوات من لعبة الكريكيت الكبيرة ، كان ظهور Neblett الوحيد في الاختبار بسبب سياسة جزر الهند الغربية المتمثلة في اللعب لاعبين محليين في محاولة لإبقاء النفقات منخفضة. لعب ضد فريق إنجلترا بقيادة بوب وايت في بوردا في فبراير 1935م ، وسجل نيبليت 11 ليس خارجًا وخمسة ، وأخذ 1/75 مع الكرة. كما مثل نيبليت ذات مرة فريقًا مولودًا في بربادوس ضد بقية جزر الهند الغربية ، حيث سجل أفضل شخصياته في البولينج من أربعة ويكيت مقابل 82.
توفي نيبليت في ماكنزي ، غيانا البريطانية ، عن عمر يناهز 57 عامًا. لم يتلق نعيًا في Wisden Cricketers 'Almanack .